# Youssouf Traoré
Youssouf Traoré (sinh ngày 29 tháng 1 năm 1991) là một cầu thủ bóng đá người Cameroon hiện tại thi đấu cho Young Boys.